# Фалернум

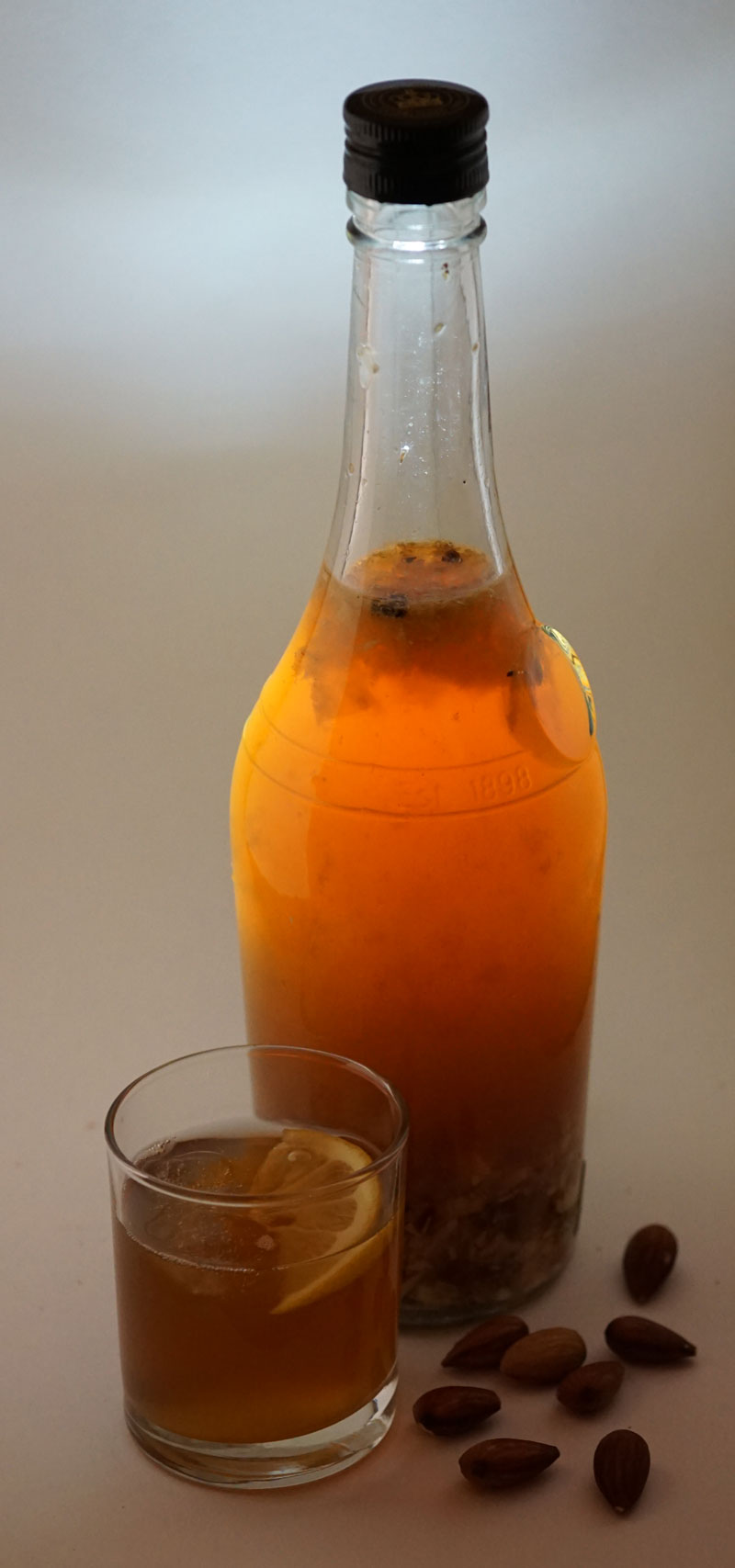
Бутылка фалернума.

Фалернум (англ. falernum) — сладкий сироп, используемый в тропических коктейлях. Может быть как безалкогольным, так и алкогольным.
Фалернум интересен как пример эволюции от полностью самостоятельного алкогольного напитка к безалкогольному сиропу с похожим вкусом. 
Первоначально он был создан, как алкогольный напиток типа пунша на основе рома плантаторами Барбадоса (остров в Вест-Индии), и до сих пор считается национальным достоянием этой страны. Для ароматизации барбадосского фалернума использовались имбирь, лайм, миндаль, гвоздика, душистый перец и другие компоненты. Своим сладким вкусом он обязан добавлению сахара. Название фалернум, вероятно, напрямую отсылает к легендарному античному фалернскому вину (но существуют и другие точки зрения).
В следующем, XIX столетии фалернум уже был ограниченно известен в Европе. В 1892 году британский журналист и издатель Чарльз Диккенс-младший (англ.), сын великого писателя, опубликовал в своём журнале «Круглый год» («All the Year Round»; англ.), статью о фалернуме, в которой назвал его «любопытным ликёром, состоящим из рома и сока лайма».
В XX веке, когда в США обрели популярность (ныне уже утраченную) так называемые тики-бары, в коктейльном меню и оформлении которых использовались многочисленные отсылки к Вест-Индии и Полинезии, фалернум стал широко использоваться в этих барах в качестве ароматизатор для коктейлей, и постепенно, из самостоятельного крепкого алкогольного напитка на основе рома превратился (в США, но не на Барбадосе) в сладкий коктейльный сироп, важный ингредиент так называемых тики-коктейлей.